# Pierre Callens
Pierre Callens (Kortrijk, 1 juli 1955) is een Belgisch acteur.
Callens speelde in het eerste seizoen van Thuis de rol van John De Brabander, een verpleger die een relatie aanging met Ann De Decker maar uiteindelijk getrouwd bleek te zijn. Een jaar eerder had hij in Ons geluk al de rol van Paul Hillegeers gespeeld. Van 1998 tot 1999 vertolkte hij in Wittekerke de rol van Ivo Bergmans, een wijnsommelier die zijn vrouw Sam de Winter verliet voor Camilla Thijssen en uiteindelijk vermoord werd na een mislukte gijzeling. In Flikken speelde hij in de seizoenen 5 en 7 de terugkerende gastrol van Anthony Van Reeth, een commissaris van de federale politie.
Verder speelde Callens gastrollen in onder andere Niet voor publikatie (agent), Heterdaad (Paul Antonis), De Kotmadam, Sedes & Belli (Marnix Debruycker), Rupel (Jan Dhaens), Sara (Pierre Cools), Spoed (dokter Marloo), Bo (Pierre), Witse (Thomas Bonneure in 2004, Luk Van Woerde in 2010), Aspe (Gaston Vercruyft in 2006, Herman Mensinck in 2009, Frank Desutter in 2013), Danni Lowinski (Gert Mertens) en Rox (dirigent).